# Retrospektïẁ III
Retrospektïẁ III ist ein Livealbum der französischen Progressive-Rock- und Zeuhl-Gruppe Magma. Es wurde vom 9. bis 11. Juni 1980 anlässlich des 10-jährigen Bandjubiläums im Pariser Club Olympia aufgenommen und erschien erstmals 1981 auf RCA Records.

## Musikstil
Retrospektïẁ III enthält drei Stücke: Retrovision, ein längerer Titel im Stil des Albums Attahk der mehrere ikonische Themen Magmas aufgreift und neue Akzente einbezieht. Der zweite Titel Hhaï  wurde in einer längeren Version gegenüber dem, auf dem Album Live / Hhaï eingespielt und schließlich "La" Dawotsin, ist ein deutlich ruhigeres Stück, in dem Christian Vander seine Gesangsstimme auf eine ausgefeiltere Weise einsetzt als bei früheren Aufnahmen.

## Entstehungsgeschichte

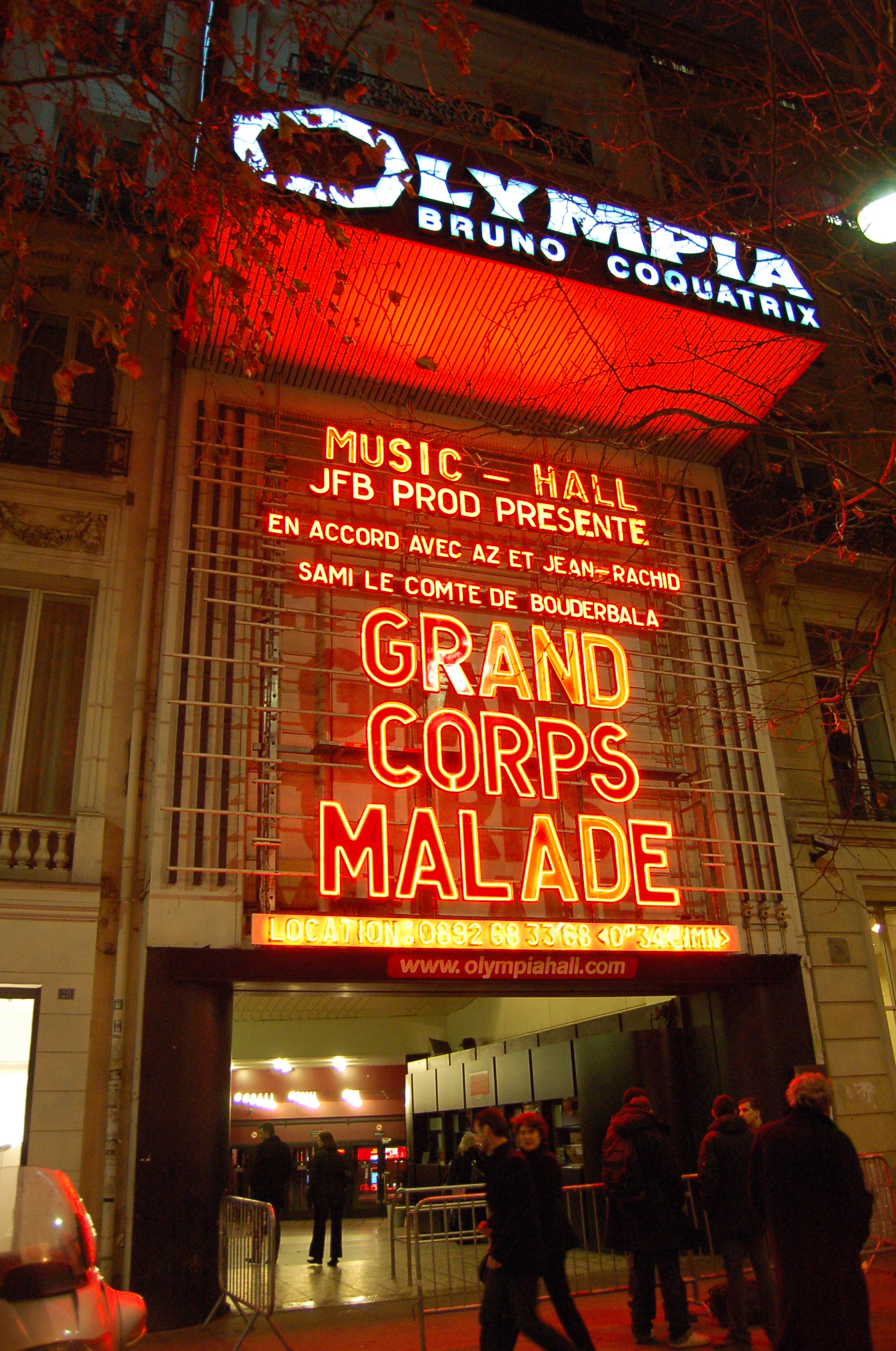
Aufnahmeort Konzerthalle Olympia, Paris (Foto 2009)

Die Titel es Albums wurden bei einer Konzertreihe, anlässlich des 10-jährigen Bandjubiläums, vom 9. bis 11. Juni 1980 in der Pariser Musc-Hall Olympia aufgenommen. Zu diesen Konzertaufnahmen sind zahlreiche ehemalige Musiker von Magma wieder zusammengekommen. Das Album erschien 1981 als Langspielplatte auf RCA Records. Kurioserweise wurde Retrospektïẁ III vor Retrospektïẁ I-II veröffentlicht. 1991 erschien auf dem bandeigenen Label Seventh Records eine Neuauflage auf CD, am 29. Januar 2021 wurde das Album remastert und zusammen mit Retrospektïẁ I-II und weiteren Bonustrackts als Retrospektïẁ I-II-III herausgegeben.
Der Refrain des Intros von Mike Oldfields Tubular Bells weist stilistische Ähnlichkeiten mit La Dawotsin auf. Oldfield war zur gleichen Zeit in den Manor-House-Studios wo Magma Titel für Mekanïk Destruktïw Kommandöh probten und einspielten und Vander in Pausen mehrfach La Dawotsin auf dem Klavier spielte. In der Folge kamen Vermutungen auf, dass Oldfield Teile von Vanders Komposition plagiiert habe. Vander verwarf den Titel zunächst und veröffentlichte ihn schließlich 1981 auf dem Album Retrospektïẁ III.

## Titelliste
Alle Titel wurden von Christian Vander geschrieben.

### LP Edition

#### Seite A
1. Retrovision (Je suis revenu de l'univers) – 18:17

#### Seite B
1. Hhaï (version intégrale) – 13:24
2. "La" Dawotsin – 4:08

### CD Edition
1. Retrovision (Je suis revenu de l'univers) – 18:17
2. Hhaï (version intégrale) – 13:24
3. "La" Dawotsin – 4:08